# Schweizer Badmintonmeisterschaft 1995
Die Schweizer Badmintonmeisterschaft 1995 fand vom 4. bis zum 5. Februar 1995 in Aarau statt. Es war die 41. Auflage der nationalen Titelkämpfe im Badminton in der Schweiz.

## Medaillengewinner
| Disziplin    | Gold                              | Silber                                | Bronze                           |
| ------------ | --------------------------------- | ------------------------------------- | -------------------------------- |
| Herreneinzel | Thomas Wapp                       |                                       |                                  |
| Herreneinzel | Thomas Wapp                       |                                       |                                  |
| Dameneinzel  | Bettina Villars                   | Santi Wibowo                          | Judith Baumeyer                  |
| Dameneinzel  | Bettina Villars                   | Santi Wibowo                          | Silvia Albrecht                  |
| Herrendoppel | Christian Nyffenegger Thomas Wapp | Jorge Rodríguez Lawrence Chew Si Hock |                                  |
| Herrendoppel | Christian Nyffenegger Thomas Wapp | Jorge Rodríguez Lawrence Chew Si Hock |                                  |
| Damendoppel  | Silvia Albrecht Santi Wibowo      | Yvonne Naef Judith Baumeyer           |                                  |
| Damendoppel  | Silvia Albrecht Santi Wibowo      | Yvonne Naef Judith Baumeyer           |                                  |
| Mixed        | Robbert de Kock Santi Wibowo      | Jorge Rodríguez Silvia Albrecht       | Stephan Dietrich Bettina Villars |